# Iazafo
Iazafo este un mic râu în partea de est a Madagascarului.
Gura sa de vărsare se află la Oceanul Indian în orașul Mahambo din regiunea Analanjirofo.